# La Salle-de-Vihiers
La Salle-de-Vihiers är en kommun i departementet Maine-et-Loire i regionen Pays de la Loire i nordvästra Frankrike. Kommunen ligger i kantonen Vihiers som tillhör arrondissementet Saumur. År 2018 hade La Salle-de-Vihiers 1 021 invånare.

## Befolkningsutveckling
Antalet invånare i kommunen La Salle-de-Vihiers
| Referens: INSEE |